# Elevation: Live from Boston
Elevation: Live from Boston – wideo rockowego zespołu U2, będące zapisem bostońskiego koncertu grupy, w ramach trasy Evelation Tour. Zostało ono nagrane 6 czerwca 2001 roku w TD Banknorth Garden. Na DVD ukazało się pod koniec 2001 roku. Wideo nagrywał Hamish Hamilton, który nakręcił również pozostałe DVD grupy.
Był to pierwszy z dwóch filmów uwieczniających koncerty podczas Elevation Tour. Drugi, U2 Go Home: Live from Slane Castle, ukazał się jednak dopiero w 2003 roku.

## Lista utworów
1. „Elevation”
2. „Beautiful Day”
3. „Until the End of the World”
4. „Stuck in a Moment You Can’t Get Out Of”
5. „Kite”
6. „Gone”
7. „New York”
8. „I Will Follow”
9. „Sunday Bloody Sunday”
10. „In a Little While”
11. „Desire”
12. „Stay (Faraway, So Close!)”
13. „Bad” / „40”
14. „Where the Streets Have No Name”
15. „Bullet the Blue Sky”
16. „With or Without You”
17. „The Fly”
18. „Wake Up Dead Man” (częściowo) / „Walk On”

## Materiały bonusowe
- Dysk 1
  - Tworzenie Elevation: U2 Live from Boston
- Dysk 2
  - Inna perspektywa – koncert nagrywany przez zarówno reżysera, jak i fanów
  - Dzień z trasy koncertowej
  - Dodatkowe tracki:
    - „Beautiful Day” na żywo z Dublina, wrzesień 2000
    - „Elevation” na żywo z Miami, pamiętka z pierwszego występu, marzec 2001
    - „Stuck in a Moment You Can't Get Out Of” na żywo z Hanoveru, Dublina i Francji, czerwiec 2000

  - Trailery
    - Zoo TV: Live from Sydney
    - Popmart: Live from Mexico City